# Cosmophasis
Cosmophasis is een geslacht van spinnen uit de familie springspinnen (Salticidae).

## Soorten
De volgende soorten zijn bij het geslacht ingedeeld:
- Cosmophasis albipes Berland & Millot, 1941
- Cosmophasis albomaculata Schenkel, 1944
- Cosmophasis arborea Berry, Beatty & Prószyński, 1997
- Cosmophasis australis Simon, 1902
- Cosmophasis bitaeniata (Keyserling, 1882)
- Cosmophasis chlorophthalma (Simon, 1898)
- Cosmophasis chopardi Berland & Millot, 1941
- Cosmophasis cypria (Thorell, 1890)
- Cosmophasis depilata Caporiacco, 1940
- Cosmophasis estrellaensis Barrion & Litsinger, 1995
- Cosmophasis fagei Lessert, 1925
- Cosmophasis fazanica Caporiacco, 1936
- Cosmophasis gemmans (Thorell, 1890)
- Cosmophasis lami Berry, Beatty & Prószyński, 1997
- Cosmophasis laticlavia (Thorell, 1892)
- Cosmophasis longiventris Simon, 1903
- Cosmophasis lucidiventris Simon, 1910
- Cosmophasis maculiventris Strand, 1911
- Cosmophasis marxi (Thorell, 1890)
- Cosmophasis masarangi Merian, 1911
- Cosmophasis micans (L. Koch, 1880)
- Cosmophasis micarioides (L. Koch, 1880)
- Cosmophasis miniaceomicans (Simon, 1888)
- Cosmophasis modesta (L. Koch, 1880)
- Cosmophasis monacha (Thorell, 1881)
- Cosmophasis muralis Berry, Beatty & Prószyński, 1997
- Cosmophasis obscura (Keyserling, 1882)
- Cosmophasis olorina (Simon, 1901)
- Cosmophasis orsimoides Strand, 1911
- Cosmophasis parangpilota Barrion & Litsinger, 1995
- Cosmophasis psittacina (Thorell, 1887)
- Cosmophasis pulchella Caporiacco, 1947
- Cosmophasis quadricincta (Simon, 1885)
- Cosmophasis risbeci Berland, 1938
- Cosmophasis squamata Kulczyński, 1910
- Cosmophasis strandi Caporiacco, 1947
- Cosmophasis thalassina (C. L. Koch, 1846)
- Cosmophasis tricincta Simon, 1910
- Cosmophasis trioipina Barrion & Litsinger, 1995
- Cosmophasis umbratica Simon, 1903
- Cosmophasis valerieae Prószyński & Deeleman-Reinhold, 2010
- Cosmophasis viridifasciata (Doleschall, 1859)
- Cosmophasis weyersi (Simon, 1899)